# Eryk Sopoćko
Eryk Kazimierz Sopoćko (ur. 4 marca 1919 w Kijowie, zm. 8 października 1943 na północnym Atlantyku) – polski wojskowy, podporucznik marynarki Polskiej Marynarki Wojennej, (pośmiertnie awansowany na porucznika marynarki), pisarz marynista. Zginął na niszczycielu ORP „Orkan”.

## Służba wojskowa
W 1938 ukończył Korpus Kadetów nr 2 w Rawiczu. Od lipca 1938 był słuchaczem Szkoły Podchorążych Marynarki Wojennej w Bydgoszczy. 09.07.1939 r. wyszedł jako podchorąży młodszego rocznika SPMW z Gdyni na ORP „Wilia”. Przeokrętowany w Casablance na ORP „Iskra”. 19.10.1939 wyokrętowany, przebywał w obozie Landerneau. Od 23.11.1939 w SPMW na ORP „Gdynia”. W 04.1940 odbywał staż na ORP „Orzeł” w czasie piątego patrolu (03 - 18.04.1940) i uczestniczył w zatopieniu niemieckiego frachtowca „Rio de Janeiro”. Od 02.1941 odbywał staż na pancerniku HMS „Rodney”. W dniu 27.05.1941 uczestniczył na tym okręcie w zatopieniu niemieckiego pancernika „Bismarck”. 1.10.1941 promowany na podporucznika marynarki z lokatą 2/2. Od 09.1941 do 01.1942 pozostawał w dyspozycji Komendy Uzupełnień Floty (KUF). Od 2.02.1942 do 08.08.1942 odbywał staż na patrolowcu HMS „Fishguard”. Od 15.05.1942 do 08.08.1942 był słuchaczem IV Kursu Oficerów Broni Podwodnej. Od 8.08.1942 do 28.12.1942 służył ponad etat jako oficer wachtowy na ORP „Sokół”. Od 28.12.1942 do 04.1943 służył na ORP „Orkan” jako II oficer broni podwodnej. Od 04.1943 służył w Komendzie Morskiej „Południe” jako dowódca plutonu w obozie szkolnym, czasowo został również oficerem oświatowym Komendy Morskiej „Południe”. 29.07.1943 ponownie zaokrętowany na ORP „Orkan”. Od 5.08.1943 do momentu zatopienia 8.10.1943 służył jako I oficer broni podwodnej. Zginął wraz z ORP „Orkan”, zatopionym na północnym Atlantyku (w pobliżu Grenlandii) przez niemiecki okręt podwodny U-378. 3.05.1944 r. pośmiertnie awansowany na porucznika marynarki ze starszeństwem 8.10.1943. Odznaczony Medalem Morskim.

## Publikacje
- Pamiętnik: Na podwodnym patrolu, odznaczony drugą nagrodą londyńskich „Wiadomości Polskich” (1942)
- Artykuły: „Storpedowanie Rio de Janeiro” („Wiadomości Polskie” 1942 nr 15), „Epopeje ORP „Orzeł” („Dziennik żołnierza”, Londyn 1943, nr 135)
- Książka: „Orzel's Patrol. The Story of the Polish Submarine”, Londyn 1942. Wydanie polskie: Eryk Sopoćko: Patrole „Orła”. tłum. Łukasz Golowanow. Gdańsk: FINNA, 2010, s. 128, seria: Seria z kotwiczką. ISBN 978-83-89929-89-1.
- Książka: W pościgu za „Bismarckiem”. Gdańsk: FINNA 2011, s. 175, seria: Seria z kotwiczką. ISBN 978-83-62913-62-6.